# Антикорупційний рух в Індії 2011 року
Антикорупційний рух в Індії 2011 року — це серія демонстрацій та протестів, спрямована на те, щоб встановити суворі закони та обмеження проти тотальної корупції. Журнал Time  назвав індійський антикорупційний рух одною з десяти найважливіших подій року.
Рух набув поширення через події 5 квітня 2011 року, коли антикорупційний активіст Анна Хазаре почав своє тепер уже знамените голодування в Нью-Делі. Головне завдання руху домогтися зменшення корупції в Індійському уряді через прийняття закону Джена Локпала. Інша важлива мета протестів під керівництвом Свамі Рамдева, це повернення корупційних грошей з рахунків Швейцарських та інших іноземних банків.
Невдоволення широких мас протестантів зосереджено на різних формах політичної корупції. Політичні акції руху спротиву переважно мають ненасильницький характер: це марші, демонстрації, акти громадянської непокори, голодування,  використання соцмереж для організації, комунікації та привертання уваги.  Протести незвичні тим, що не співпрацюють з політичними партіями; більшість протестантів виступали різко проти спроб політичних партій використати протест задля власних інтересів.

## Історія
Проблеми з корупцією в Індії були досить відчутними протягом останніх років. В країні проводилась соціально орієнтована внутрішня економічна політика починаючи з незалежності 1947 року аж до 1980-х. Надмірне регулювання економіки, протекціонізм та державна власність в економіці призвели до повільного економічного зростання, високого рівня безробіття та поширення бідності. Ця система бюрократичного контролю урядом називається License Raj і лежить в основі тотальної корупції.
1993 року колишній міністр внутрішніх справ Індії Н. Н. Вохра видав свою доповідь в якій розповідав про проблему криміналізації в політиці. Доповідь містила спостереження, які були отримані з офіційних установ, про кримінальну мережу, яка домоглася значного впливу і фактично мала паралельний уряд. В ньому також розглядались кримінальні угрупування, які дахувалися політиками та мали захист від урядових службовців. Він викривав, що політичні лідери опустились до справ вуличних банд та співпраці з шахраями з військових сил. Протягом років, кримінальники вибирались до місцевих рад, рад штатів та до парламенту.
Закон про доступ до інформації 2005 року допоміг громадянам легше фіксувати факти корупції. Він дав можливість громадянам Індії подати офіційний запит, за фіксовану ціну 10 (US$0.22), до «представника держави» (до урядового апарату  або  до місцевих представників штату).  У відповідь державний орган мусить відповісти протягом 30 днів. Активісти використовували цей інструмент для викриття корупційних справ проти різних політиків та службовців – як наслідок частина цих активістів зазнала нападів, були навіть фатальні випадки.